# Aril Brikha
Aril Brikha est un producteur suédois de musique électronique né en 1976. Il s'est fait connaître en 1998 avec son EP Art Of Vengeance et le titre Groove la' Chord que l'on retrouve sur l'album Deeparture In Time (Transmat, 2000). Son style est dans la mouvance de la techno de Détroit.

## Discographie sélective
- Art Of Vengeance (Fragile Records)
- Deeparture In Time (Transmat)
- Simplicity (Not On Label)
- Prey For Peace / Dissorganised (Music Man Records)
- Ex Machina (Peacefrog Records)